# Semaine de la presse et des médias dans l'École
La Semaine de la presse et des médias dans l'École, ou plus communément Semaine de la presse est un événement culturel annuel organisé depuis 1989 en France, par le Centre de liaison de l'enseignement et des médias d'information (CLEMI) fin mars.
Elle offre aux élèves, de la maternelle au lycée, l’opportunité de découvrir l’univers de la presse, des médias et du numérique dans toute leur diversité, grâce à l’engagement des partenaires médias, associatifs et institutionnels et à la mobilisation des équipe pédagogiques.

## Présentation
Première action éducative en nombre de participants, avec plusieurs millions d'élèves touchés, la Semaine de la presse et des médias dans l'École a pour objectif d’accompagner les élèves, de la maternelle au lycée à comprendre et décrypter l’univers des médias, apprendre à vérifier les sources et l’information, développer leur goût pour l’actualité et se forger leur identité de citoyen. 
Chaque année, plusieurs centaines de médias se mobilisent pour faire découvrir aux élèves la pluralité des formats et des points de vue. Ainsi, à cette occasion, l'Agence France-Presse met à la disposition de tous les établissements scolaires la totalité de ses dépêches, photos, vidéos, infographies, en six langues, pour des travaux en classe. 

## Historique
La première édition de la semaine de la presse à l’école a lieu en 1989.
Le 30 juin 2015, Najat Vallaud-Belkacem, ministre de l'Éducation nationale, déclare que « l’éducation aux médias et à l’information, dont la semaine de la presse et des médias dans l’école est un moment phare, a été élevée au rang de priorité du ministère en devenant un élément à part entière du parcours citoyen ».